# Ortega y Pacheco
Ortega y Pacheco fue una serie de cómic humorístico desarrollada semanalmente por Pedro Vera para la revista satírica española El Jueves desde 1998 hasta 2012. Sus protagonistas del mismo nombre son dos demenciales paletos rurales.

## Trayectoria editorial
Pedro Vera, el autor, era ya un historietista reconocido con diversos premios en su haber antes de ingresar en la plantilla de El Jueves.
Ortega y Pacheco se empezó a publicar en el número 1118 de la revista, al mismo que Baldomero de Albert Pallarés. El autor se inspiró a la hora de crearlos en la apariencia de los hermanos Izquierdo de la matanza de Puerto Hurraco, uno de ellos con el pelo más canoso. 
Su editorial ha publicado además varios álbumes recopilatorios:
- Ortega y Pacheco: Carajillos (El Jueves/RBA)
- Ortega y Pacheco: Tragos largos (El Jueves/RBA)

## Argumento y personajes
El propio Pedro Vera define a sus personajes como «una versión bastarda y retorcida de la esencia altruista de figuras de leyenda como Robin Hood o Curro Jiménez». También afirma que:

Son excusas animadas que ejecutan mis más oscuros anhelos de justicia social. Un par de garrulos aficionados a perturbar la mansa balsa de aceite podrido en la que actualmente todos flotamos un poco. Espero que sigan despertando la risa y la simpatía durante mucho tiempo.

Estos personajes se caracterizan por sus rudas formas para alcanzar los propósitos de las misiones que les suelen encomendar. Estas misiones se relacionan con personajes de actualidad habitualmente, aunque también, empleando el botijo del tiempo, retroceden a otras épocas para resolver algún asunto pendiente. En alguna ocasión ha tenido que variar el contenido de la historieta para prevenir problemas; un ejemplo fue una que trataba de fútbol. Pedro Vera dijo algo así como que una de las más peligrosas y fundamentalistas pasiones en España es el fútbol.
En ocasiones aparece el personaje de Nick Platino.

## Características
La historieta frecuentemente se divide en 6 u 8 viñetas en blanco y negro. Destacan la expresividad y consecución de las caricaturas de famosos, a quienes se modifica el nombre. En las expresiones de los personajes se puede apreciar la influencia de humoristas como Chiquito de la Calzada. 
Pedro Vera es el autor de la mayoría de guiones, aunque algunos son de sus amigos, Ginés y Ramón Torres. Ha tenido por los guiones al menos dos denuncias: una, por injurias al ejército español; y otra, por parte de la duquesa de Alba. Fue absuelto en ambas ocasiones.
El humorismo del autor en estas historietas de Ortega y Pacheco suele ser escatológico y fálico, con un papel destacado de los fluidos corporales. Es genuina su adjetivación, a menudo irracional, recurriendo a la sinestesia: "color peo", "un gigantesco chorongo (excremento) metálico (refiriéndose al producto resultante de la defecación) de Mazinger Z justo antes de exclamar ¡Truños (excrementos) fuera!)".
De ambos personajes ha habido cameos en una serie posterior de su autor: Ranciofacts.